# Takashi Sawada
Takashi Sawada (澤田崇?, Sawada Takashi; Kikuyō, 26 maggio 1991) è un calciatore giapponese, attaccante del V-Varen Nagasaki.

## Palmarès

### Individuale
- Premio Fair-Play del campionato giapponese: 1

2018